# 야마부키 이노리
야마부키 이노리(일본어: 山吹 祈里, 한국명: 나소희)는 토에이 애니메이션의 프리큐어 시리즈 《프레시 프리큐어!》에 등장하는 가공의 인물이다. 애니메이션에서 목소리를 연기한 성우는 일본판은 나카가와 아키코, 한국판은 조경이이다.

## 개요
큐어 파인으로 변신하며, 변신 시 파트너는 옐로우링. "체인지 프리큐어 비트업!"이라고 외치며 변신한다. 프리큐어로 각성은 3화. 신장은 155cm.

### 인물
미션스쿨인 사립 클로버 여학원 중등부 2학년. 수의사 아버지와 이를 보조하는 어머니가 동물병원을 운영하고 있다. 4명 중 가장 키가 작다. 모모조노 러브, 아오노 미키와는 소꿉친구 사이이며, 애칭은 부키. 말버릇은 "난, 믿고 있어!"
천사같은 마음씨를 지녔지만, 자신에 대해 자신감이 부족한 소심한 성격인지라 처음엔 러브의 댄스 레슨에 동참하고 싶으면서도 말을 꺼내지 못해 전전긍긍하고 있었다. 하지만 프리큐어로 변신하면서 용기를 얻고 그런 자신을 바꾸기 위해 러브의 댄스 유닛에 스스로 참가한다. 히가시 세츠나가 동료가 된 후에 댄스 레슨하는 것을 주저하자 이번에는 자신이 세츠나의 용기를 북돋워주며 댄스 레슨에 참가하도록 도와준다.
러브와는 다르게 공부를 잘하는 똑똑이 소녀지만, 세상의 상식은 별로 모르는 우물 안 미소녀 타입. 동물을 아주 좋아해, 아버지가 운영중인 동물병원을 이어 훌륭한 수의사가 되는 게 꿈이다. 기본적으로 동물은 다 좋아하지만, 어렸을 때 진찰을 받으러 온 페릿에게 살짝 물린 것 때문에 트라우마가 생겨 페릿만은 서먹하고 힘겨워했지만, 타르트와 몸이 바뀌는 사건을 겪으면서 동물과 사람이 느끼는 감각의 차이를 깨닫으며 페릿 공포증을 극복하고 타르트하고도 사이가 친해지게 된다.10화.

## 큐어 파인
"옐로우의 하트는 소원의 상징! 갓 잡은(새콤한) 프레쉬, 큐어 파인!"(イエローハートは祈りのしるし!とれたてフレッシュ、キュアパイン!) 이미지 색은 노란색.
3화에서 키룬의 힘에 의해 각성한 프리큐어(소원의 전사)로 본 작품에 있어서 3번째 멤버. 이름의 모티브는 파인애플.
머리 색은 변신 전의 갈색머리에서 큐어 피치보다 진한 주홍빛이 도는 금발로 변하며, 눈동자 색도 갈색에서 노란색으로 변한다. 머리모양은 다른 멤버들에 비해서 그다지 변화가 없고 살짝 웨이브만 가미되었다. 변신 후 복장의 기본 테마색은 노란색과 주황색으로 전반적으로 푹신푹신하고 둥근 이미지로 되어있다. 큐어 피치, 큐어 베리보다 완장이 조금 짧고 부푼 폭신한 느낌으로 되어있고, 다른 3명과 달리, 귀걸이가 조금 작으며, 허리에 리본이 붙어있지 않다.
전투 스타일은 주로 다른 멤버와의 협동 및 연계를 주체로 한다. 지구력이 뛰어나다고 분석 결과가 나왔다.
필살기
- 프리큐어 힐링 프레이어[3]

손을 다이아몬드 모양으로 한 후 노란 빛을 내는 기술.
- 프리큐어 힐링 프레이어 프레쉬

"나아라! 소원의 하모니!"(癒せ!祈りのハーモニー!)라는 구호와 함께 큐어 스틱 파인 플루트에서 발사되는 강력한 필살기. 노란 다이아몬드형 빛의 에너지가 적을 감싸 정화한다.